# سیل ۲۰۲۰ جاکارتا
واقعه سیل ناگهانی در جاکارتا پایتخت اندونزی در اولین ساعت‌های آغازین سال ۲۰۲۰ میلادی به علت بارش‌های سیل‌آسای شب گذشته در این شهر اتفاق افتاد که موجب کشته شدن ۶۶ نفر از مردم این شهر شد. این سیل که باعث شد مردم بسیاری خانه‌های خود را ترک کنند همچنین در روز جمعه ۱۷۳،۰۰۰ نفر به سرپناه‌های موقت انتقال داده شدند.این سیل باعث ورود گل به خانه‌ها و خاموشی در این شهر شد.
این سیل یکی از بدترین سیل ها از سال ۲۰۰۷ میلادی تاکنون در این کشور است.